# Lars Wivallius

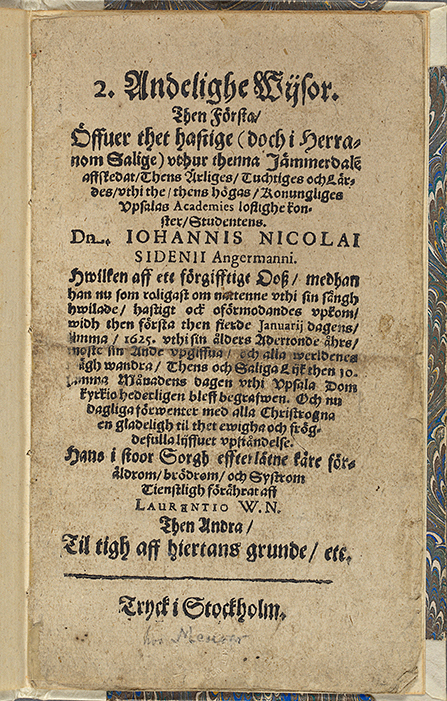
Titelblad till författarens 2. Andelighe Wijsor.
Tryckt i Stockholm 1625.

Lars Wivallius, ursprungligen Lars Svensson, född 1605 i Vivalla i Längbro socken, död den 6 april 1669 i Stockholm, var en svensk auditör, poet, äventyrare och  tecknare.

## Biografi
Lars Wivallius var son till fogden Sven Larsson och Elisabeth Nilsdotter. Wivallius tillhörde en släkt som i början av 1600-talet ägde den nära Örebro belägna gården Vivalla, från vilken Lars och hans bror, hovpredikanten Johan Wivallius, tog sig namn. Sin första undervisning fick han i Örebro skola under den 1615 tillträdde rektorn Jacobus Boose Rudbeckius, bror till biskopen i Västerås Johannes Rudbeckius och prästen och skalden Petrus Rudbeckius. På våren 1623 inskrevs han som student vid Uppsala universitet och erhöll där som medellös och begåvad underhåll i kommuniteten.
Hans lust efter äventyr och möjligen också hans böjelse att studera moderna främmande språk drev honom efter två års uppehåll i Uppsala ut på äventyr. Utan något understöd hemifrån irrade han som vagabond omkring i större delen av Europa och uppgav sig vid ett flertal tillfällen vara svensk adelsman och kallade sig bland annat för friherre Erik Gyllenstierna. Åren 1628–1629 satt han i fängelse i Nürnberg för stöld.
Under en resa genom Danmark 1629 använde han återigen namnet Erik Gyllenstierna och lyckades med dess hjälp bli gift med en skånsk adelsdam, Gertrud Ulfsdotter Grip, som var dotter till Ulf Grip på Björkeberga. Då bedrägeriet sedermera upptäcktes, blev Wivallius efter en långvarig process – avbruten av några rymningar – dömd till fästning på Kajaneborg i Finland, dit han fördes 1634. Hans äktenskap hade redan 1630 förklarats ogiltigt. I fängelset fick han, trots en mängd böneskrifter, stanna ända till 1641, då han begav sig till Stockholm.
Under åren som gick tillägnade han sig goda kunskaper i juridik, och de processer han själv genomlidit hade skaffat honom viss praktisk erfarenhet som advokat. Han gifte sig andra gången 1645 med den sextonåriga Malin Thomasdotter Ellertz, dotter till en krögare i Stockholm, och fick med henne fyra barn. Genom familjen De la Gardies beskydd blev han även anställd som auditör vid livgardet och kvarstod på denna plats till 1651. Redan år 1645 friköpte han fädernegården Vivalla, där han tidvis bodde tillsammans med sin unga hustru och sin svärfar. De sista åren utmärktes av ett nästan löjligt processraseri, vilket drev de fredliga bönderna i hans hemort till fullständig förtvivlan.
År 1657 bosatte han sig mer permanent i Örebro, men fortsatte att pendla mellan Örebro och Stockholm, där han drev processer. Han dog i Stockholm den 6 april 1669 "efter en långsam, utstånden sjukdom" och efterlämnade fyra omyndiga barn. Den 29 augusti begravdes Wivallius på Katarina kyrkogård i Stockholm, eftersom Katarina kyrkogård under denna tid fungerade som Livgardets begravningsplats.

## Wivallius litterära produktion
Wivallius poetiska verksamhet tillhör hans ungdomstid. Hans första kända poem skrevs 1625 över en avliden student. Hans övriga dikter tillhör den tid då han satt fängslad i Nürnberg, Danmark, Stockholm och på Kajaneborg. Dessa stycken utmärks av en varm poetisk känsla, ett livligt natursinne och en för denna tid stor formell skicklighet. Även om Wivallius kanske inte tog sin uppgift som skald på stort allvar, så är han en levande svensk klassiker. Sedan han frigetts ur fängelset och inte längre ägde någon yttre anledning att dikta, skrev han endast några latinska poem utan betydelse. Populära blev de dikter där hans frihetslängtan kom till uttryck, såsom "Ack, Liberias, tu ädle ting" och "Varer nu glad, mine fiender all". Verkligt betydande är Klage-Wijsa, Öfwer Thenna torra och kalla Wååhr, vilken gör honom till den främste diktaren bland sina samtida. Möjligen ligger Wivallius bakom översättningen av Opitz Väll den, som vidt af höga klippor. Han tillskrivs även en tolkning 1625 av en psalm som ännu 1986 infördes i den svenska psalmboken med en i nutid bearbetad titelrad: Till dig ur hjärtegrunden. Han var under sin livtid känd som en skicklig tecknare men eftervärlden känner bara till några få bevarade teckningar som man med säkerhet kan knyta till honom. Hans teckningar hade samma syfte som många av hans dikter, att påverka och vinna andra till sin fördel. Under sin tid i fängelset i Nürnberg utförde han en teckning som hänger i stadens Rådkunstkamer och efter att han rymde från fängelset i Kristianstad tecknade han Christian IV:s porträtt och skickade det till kungen med en bifogad böneskrift på rim. Wivallius är representerad vid Uppsala universitetsbibliotek med teckningen Relligio Christiana som är en typisk barockkomposition där religionen framställs som en kvinna med utslaget hår, krona på huvudet och en strålglans på hjässan, på vänstra armen ett kors och i vänstra handen en bok med latinska inskriptioner. I Västerås högre allmänna läroverk finns ett porträtt av hans gamle rektor Jacobus Bose Rudbeckius bevarat som tekniskt sett är mycket skickligt utfört.

### Samlingar och urval
- Samlade vitterhetsarbeten af svenska författare från Stjernhjelm till Dalin. 9, Sven Dalius, Lars Wivallius och Johan Gabriel von Beyer. 1869. sid. 191-352. Libris 600770. https://runeberg.org/svsf/9/0194.html - Häri föreligger ett misstag. En handskrift Hanselli publicerade var den så kallade Älfska visboken i Linköping, på vilken den förre ägaren, den lärde domprosten Samuel Alf antecknat att den innehöll "Cantilenas varias L. Wivallii et aliorum" (åtskilliga visor af L. Wivallius och andra). Detta var rätt, så till vida som verkligen några dikter av Wivallius intagits i denna visbok, men Hanselli tillskrev alla dikterna i handskriften – utom de så kallade folkvisorna – Wivallius.
- Schück, Henrik (1893-1895). Lars Wivallius : hans lif och dikter. Skrifter / utgivna av Svenska litteratursällskapet, 0348-0283 ; 13. Uppsala: Berling. Libris 108690 - Innehåller en vetenskaplig edition av författarens dikter.
- Sveriges national-litteratur 1500-1900. 1, Reformationstiden : Olavus Petri, Gustaf II Adolf, Lars Wivallius. Stockholm: Bonnier. 1912. Libris 1188323. https://runeberg.org/snl/1/
- Levande svensk litteratur från äldsta tider till våra dagar. Vol. 23. Stockholm: Bonnier. 1938. Libris 1377483
- Dikter i urval / redigerade och med en efterskrift av Erik Gamby. Uppsala: Bokgillet. 1957. Libris 801271
- Ack, Libertas! [Musiktryck] : wisor av Lars Wivallius med melodier från hans egen tid. Bo Ejeby. 2011. Libris 12446734. ISBN 9789188316554

## Tonsättningar
- Fyra madrigaler, op. 36, för blandad kör (1929) av Knut Håkanson innehåller dels Våhr-Wijsa och Wivallij dröm, dels den översättning av Martin Opitz som börjar Väll then som vidt af höga klippor.

## Psalmer
- Den svenska psalmboken 1819
  - 183 Till dig av hjärtans grunde Finns på Wikisource.

- Den svenska psalmboken 1937
  - 279 Till dig av hjärtans grunde

- Den svenska psalmboken 1986
  - 538 Till dig ur hjärtegrunden